# 傑伊·拉蘇洛
詹姆斯·A·「傑伊」·拉蘇洛（英語：James A. "Jay" Rasulo），曾任華特迪士尼公司的高級執行副總裁兼財務長。2015年6月30日，克莉絲汀·麥卡錫被宣佈為他的繼任者。在被任命為財務長之前，他於2005年10月至2009年12月擔任華特迪士尼樂園及度假區主席，當時他與Thomas O. Staggs交換職位。他於2002年9月取代Paul Pressler成為主題公園部門的總裁。